# 1999 în științifico-fantastic
- 1998 în științifico-fantastic — 1999 în științifico-fantastic — 2000 în științifico-fantastic

1999 în științifico-fantastic implică o serie de evenimente:

## Nașteri și decese

### Decese
- 1 martie: Péter Kuczka, scriitor maghiar, editor al revistei Galaktika (n. 1923)
- 25 septembrie : Marion Zimmer Bradley, scriitor american, decedat la 69 de ani (n. 1930)

- Michael Avallone (n. 1924)
- Adolfo Bioy Casares (n. 1914)
- Chris Boyce (n. 1943)
- François Bucher (n. 1927)
- Joseph H. Delaney (n. 1932)
- David Duncan (n. 1913)
- Kenneth W. Hassler (n. 1932)
- Heinz G. Konsalik (n. 1921)
- Peter Theodor Krämer (n. 1921)
- Erik von Kuehnelt-Leddihn (n. 1909)
- Naomi Mitchison (n. 1897)
- Gilda Musa (n. 1926)
- Luděk Pešek (n. 1919)
- Ray Russell (n. 1924)
- Douglas Terman (n. 1933)
- Peter Theodor (Pseudonimul lui Peter Krämer) (n. 1921)
- Manfred Wegener (n. 1935)
- Morris L. West (n. 1916)
- James White (n. 1928)
- Jerry Yulsman (n. 1924)

## Cărți

### Romane
- Adâncurile cerului de Vernor Vinge.
- All Tomorrow's Parties de William Gibson.
- Babylon Babies de Maurice G. Dantec.
- Bios de Robert Charles Wilson.
- Le Chant du cosmos de Roland C. Wagner.
- Dune: Casa Atreides de Brian Herbert și Kevin J. Anderson.
- Flashforward de Robert J. Sawyer.
- Isard's Revenge de Michael A. Stackpole.
- Manifold: Time de Stephen Baxter.
- Radioul lui Darwin de Greg Bear.
- Starfighters of Adumar de Aaron Allston.
- Triumful Fundației de David Brin.
- Umbra lui Ender de Orson Scott Card.
- Timeline de Michael Crichton.
- Zeul adormit de Peter F. Hamilton.

### Colecții de povestiri
- The Dream Archipelago de Christopher Priest.
- Escales 2000 de Jean-Claude Dunyach.
- Far Horizons de Robert Silverberg
- Les Horizons divergents
- Suflete pierdute în Atlantida de Stephen King.
- Worlds of Honor de David Weber, Linda Evans, Jane Lindskold, Roland J. Green.
- Year's Best Fantasy and Horror: Thirteenth Annual Collection

## Filme
- Al șaselea simț de M. Night Shyamalan.
- Bătălia galactică de Dean Parisot.
- eXistenZ de David Cronenberg.
- Etajul 13 deJosef Rusnak.
- În pielea lui John Malkovich
- Omul bicentenar de Chris Columbus
- Peut-être de Cédric Klapisch[2]
- Războiul stelelor - Episodul I: Amenințarea fantomei de George Lucas.
- Soția astronautului de Rand Ravich
- Virus de John Bruno

| Titlu                                   | Regizor            | Distribuție                                                          | Țara                                                                               | Sub-Gen /Note     |
| --------------------------------------- | ------------------ | -------------------------------------------------------------------- | ---------------------------------------------------------------------------------- | ----------------- |
| A.Li.Ce                                 | Kenichi Maejima    |                                                                      | Japonia                                                                            | Film de animație  |
| The Astronaut's Wife                    | Rand Ravich        | Johnny Depp, Charlize Theron, Joe Morton, Donna Murphy               | Statele Unite ale Americii                                                         |                   |
| Barren Illusion                         | Kiyoshi Kurosawa   | Shinji Takeda, Miako Tadano, Yutaka Yasui                            | Japonia                                                                            | [ 4 ]             |
| Beowulf                                 | Graham Baker       | Christopher Lambert, Rhona Mitra, Oliver Cotton                      | Statele Unite ale Americii · Regatul Unit al Marii Britanii și al Irlandei de Nord |                   |
| Bicentennial Man                        | Chris Columbus     | Robin Williams, Sam Neill, Wendy Crewson                             | Statele Unite ale Americii                                                         |                   |
| Deep Blue Sea                           | Renny Harlin       | Thomas Jane, Saffron Burrows, Samuel L. Jackson                      | Statele Unite ale Americii                                                         |                   |
| Escape from Mars                        | Neill L. Fearnley  | Christine Elise, Peter Outerbridge, Kavan Smith                      | Statele Unite ale Americii                                                         |                   |
| eXistenZ                                | David Cronenberg   | Jennifer Jason Leigh, Jude Law, Willem Dafoe                         | Canada · Regatul Unit al Marii Britanii și al Irlandei de Nord                     |                   |
| Furia                                   | Alexandre Aja      | Stanislas Merhar, Marion Cotillard, Wadeck Stanczak                  | Franța                                                                             | [ 5 ]             |
| Galaxy Quest                            | Dean Parisot       | Tim Allen, Sigourney Weaver, Alan Rickman, Tony Shalhoub             | Statele Unite ale Americii                                                         | [ 6 ]             |
| Gamera 3: Awakening of Irys             | Shusuke Kaneko     | Shinobu Nakayama, Ai Maeda, Ayako Fujitani                           | Japonia                                                                            |                   |
| Godzilla 2000                           | Takao Okawara      | Takehiro Murata, Shiro Sano, Hiroshi Abe                             | Japonia · Statele Unite ale Americii                                               |                   |
| The Iron Giant                          | Brad Bird          |                                                                      | Statele Unite ale Americii                                                         | Animație          |
| The Matrix                              | Wachowski brothers | Keanu Reeves, Laurence Fishburne, Carrie-Anne Moss                   | Statele Unite ale Americii · Australia                                             | [ 7 ]             |
| My Favorite Martian                     | Donald Petrie      | Jeff Daniels, Christopher Lloyd, Daryl Hannah, Elizabeth Hurley      | Statele Unite ale Americii                                                         |                   |
| Peut-être                               | Cédric Klapisch    | Romain Duris, Jean-Paul Belmondo, Géraldine Pailhas                  | Franța                                                                             | Călătorie în timp |
| Progeny                                 | Brian Yuzna        | Arnold Vosloo, Jillian McWhirter, Brad Dourif, Lindsay Crouse        | Statele Unite ale Americii                                                         |                   |
| Star Wars Episode I: The Phantom Menace | George Lucas       | Liam Neeson, Ewan McGregor, Natalie Portman, Ian McDiarmid, Frank Oz | Statele Unite ale Americii                                                         | [ 8 ]             |
| The Thirteenth Floor                    | Josef Rusnak       | Craig Bierko, Armin Mueller-Stahl, Gretchen Mol                      | Statele Unite ale Americii                                                         |                   |
| Universal Soldier: The Return           | Mic Rodgers        | Jean-Claude Van Damme, Michael Jai White, Heidi Schanz               | Statele Unite ale Americii                                                         |                   |
| Virus                                   | John Bruno         | Jamie Lee Curtis, William Baldwin, Donald Sutherland                 | Statele Unite ale Americii                                                         |                   |
| Wing Commander                          | Chris Roberts      | Freddie Prinze, Jr., Saffron Burrows, Matthew Lillard                | Statele Unite ale Americii                                                         |                   |

## Filme TV
- Escape from Mars
- Zenon, Aventuri în secolul 21

## Seriale TV
- Dosarele X, sezonul 7

## Jocuri video
- Aliens versus Predator dezvoltat de Rebellion Developments
- Battlezone II: Combat Commander
- Sid Meier's Alpha Centauri dezvoltat de Firaxis Games
- Star Wars: X-Wing Alliance dezvoltat de Totally Games
- Warzone 2100 dezvoltat de Pumpkin Studios
- Homeworld dezvoltat de  Relic Entertainment și publicat de Sierra Studios
- FreeSpace 2 dezvoltat de Volition
- Half-Life: Opposing Force dezvoltat de Gearbox Software și Valve Corporation.
- Quake III Arena

## Premii
Premiul Saturn
- Cel mai bun film SF:  Matrix de frații Wachowski

Premiul Nebula pentru cel mai bun roman
- Parable of the Talents de Octavia E. Butler

Premiul Hugo pentru cel mai bun roman
- To Say Nothing of the Dog de Connie Willis